# Episodi di The Mentalist (sesta stagione)
La sesta stagione della serie televisiva The Mentalist, che chiude la saga di John il Rosso, è composta da 22 episodi ed è stata trasmessa in prima visione assoluta negli Stati Uniti d'America da CBS dal 29 settembre 2013 al 18 maggio 2014.
La stagione è divisa in due parti, con la seconda che inizia con l'episodio 9 dove per la prima volta i titoli degli stessi non contengono la parola "rosso" o un riferimento a tale colore, ma spaziano su tutti gli altri. Prima di quell'episodio, infatti, la stagione negli Stati Uniti veniva promossa con il titolo di The Mentalist - Red John: The Final Chapter (John il Rosso: Il capitolo finale), mentre dall'episodio 9 in poi con il titolo di The Mentalist: A New Beginning (Un nuovo inizio).
A partire da metà stagione, gli attori Emily Swallow e Rockmond Dunbar entrano nel cast principale della serie.
In Italia la stagione è stata trasmessa in prima visione da Premium Crime, canale a pagamento della piattaforma Mediaset Premium, dal 1º aprile al 5 agosto 2014: a causa di uno sciopero dei doppiatori, gli ultimi quattro episodi sono stati originariamente trasmessi in lingua originale con sottotitoli in italiano dall'8 al 22 luglio, per poi essere ritrasmessi doppiati; la trasmissione doppiata si è conclusa il 5 agosto seguente. In chiaro, è stata trasmessa in Svizzera da RSI LA1 dal 27 agosto 2014, e in Italia da Rete 4 dal 10 settembre al 19 novembre dello stesso anno.
| nº | Titolo originale         | Titolo italiano                 | Prima TV USA      | Prima TV Italia |
| -- | ------------------------ | ------------------------------- | ----------------- | --------------- |
| 1  | The Desert Rose          | Fiori rossi nel deserto         | 29 settembre 2013 | 1º aprile 2014  |
| 2  | Black-Winged Red Bird    | Il cardinale rosso              | 6 ottobre 2013    | 8 aprile 2014   |
| 3  | Wedding in Red           | Matrimonio in rosso             | 13 ottobre 2013   | 15 aprile 2014  |
| 4  | Red Listed               | Gli indiziati della lista rossa | 20 ottobre 2013   | 22 aprile 2014  |
| 5  | The Red Tattoo           | Tatuaggio rosso                 | 27 ottobre 2013   | 29 aprile 2014  |
| 6  | Fire and Brimstone       | La riunione dei John il Rosso   | 3 novembre 2013   | 6 maggio 2014   |
| 7  | The Great Red Dragon     | Il grande drago rosso           | 17 novembre 2013  | 13 maggio 2014  |
| 8  | Red John                 | John il Rosso                   | 24 novembre 2013  | 20 maggio 2014  |
| 9  | My Blue Heaven           | Il mio paradiso blu             | 1º dicembre 2013  | 27 maggio 2014  |
| 10 | Green Thumb              | Pollice verde                   | 8 dicembre 2013   | 3 giugno 2014   |
| 11 | White Lines              | Strisce bianche                 | 5 gennaio 2014    | 10 giugno 2014  |
| 12 | The Golden Hammer        | Ragazza d'oro                   | 12 gennaio 2014   | 17 giugno 2014  |
| 13 | Black Helicopters        | Elicotteri neri                 | 9 marzo 2014      | 17 giugno 2014  |
| 14 | Grey Water               | Acqua grigia                    | 16 marzo 2014     | 24 giugno 2014  |
| 15 | White as the Driven Snow | Puro come neve bianca           | 23 marzo 2014     | 24 giugno 2014  |
| 16 | Violets                  | Viole                           | 30 marzo 2014     | 1º luglio 2014  |
| 17 | Silver Wings of Time     | Le ali argentate del tempo      | 13 aprile 2014    | 1º luglio 2014  |
| 18 | Forest Green             | Foresta verde                   | 20 aprile 2014    | 8 luglio 2014   |
| 19 | Brown Eyed Girls         | Ragazze con gli occhi marroni   | 27 aprile 2014    | 29 luglio 2014  |
| 20 | Il Tavolo Bianco         | Il tavolo bianco                | 4 maggio 2014     | 29 luglio 2014  |
| 21 | Black Hearts             | Cuori neri                      | 11 maggio 2014    | 5 agosto 2014   |
| 22 | Blue Bird                | Uccello blu                     | 18 maggio 2014    | 5 agosto 2014   |

## Fiori rossi nel deserto
- Titolo originale: The Desert Rose
- Diretto da: Chris Long
- Scritto da: Bruno Heller

### Trama
Jane e Lisbon vengono redarguiti da Bertram per il comportamento tenuto durante la risoluzione di un caso di omicidio, che si conclude con la morte del colpevole e il ferimento di un agente, a causa del mentalista. 
Il direttore assegna ai due come punizione un caso fuori città. Jane e Lisbon sospettano che se Bertram è John (dato che stando a delle voci sa che Jane ha scoperto qualcosa, sul serial killer) il caso sia in realtà una trappola o che il direttore stia preparando qualcosa, inoltre non sanno come comportarsi coi sospettati se arrestarli tutti, metterli sotto sorveglianza o farsi aiutare dalla squadra, cosa che Jane esclude categoricamente per non metterli in pericolo.
Nel caso in questione un uomo scomparso da due anni viene ritrovato morto nel deserto vicino al lago Salton. Qui sta indagando anche Brett Partridge, che nota lo strano comportamento del mentalista. Jane scoprirà che i colpevoli sono i proprietari dell'unico ristorante della zona. 
Lisbon parla della lista a Van Pelt e le chiede di rilevare la posizione dei cellulari di ognuna delle sette persone presenti nell'elenco di Jane; Rigsby s'insospettisce per il comportamento della compagna, e lei gli rivela il segreto; anche Cho viene messo al corrente della situazione, capendo che l'amico nasconde qualcosa. Osservando i volti dei colleghi, Jane si accorge subito del coinvolgimento della squadra e si arrabbia molto con Lisbon, perché le aveva chiesto espressamente di mantenere segreta la lista, quest'ultima si sente impotente di fronte all'indecisione di Jane nell'approccio alle indagini sul caso John il Rosso. Anche il suo ruolo di leader sembra venire meno e per questo, dopo un aspro diverbio, lascia Jane e la squadra per continuare le indagini su John da sola.
A Sacramento, Lisbon viene contattata per un'emergenza e si reca in una casa abbandonata. Qui trova Partridge agonizzante, che gli muore tra le braccia e viene aggredita da John, che le aveva teso una trappola. Jane chiama più volte Lisbon per scusarsi con lei, ma è proprio John a rispondere alla chiamata.
La lista di Jane si riduce quindi a sei sospettati.

## Il cardinale rosso
- Titolo originale: Black-Winged Red Bird
- Diretto da: Robert Duncan McNeill
- Scritto da: Tom Szentgyoryi

### Trama
Il CBI indaga sulla morte di un ingegnere, Titus Stone. L'uomo è morto nell'esplosione della sua auto, attaccata da un drone. L'ingegnere si occupava dello sviluppo di queste apparecchiature.
Nel frattempo Lisbon viene ritrovata svenuta e senza particolari ferite; John il Rosso si è limitato a disegnarle sul viso il suo simbolo con il sangue del defunto Partridge. 
Jane accorre sulla scena e le pulisce il viso dal sangue, visibilmente preoccupato.
Lisbon si risveglia poche ore dopo in ospedale, dopo un incubo nel quale i membri del suo team vengono uccisi, da alcuni sospettati della lista che tranquillamente disegnano il simbolo di John, per poi aggredirla. Jane, al suo capezzale, cerca di tranquillizzarla, capendo che John sapeva delle azioni di Van Pelt.
Successivamente l'agente riceve la visita di Raymond Haffner, che chiede informazioni sul caso di John il Rosso. 
Jane contatta Sophie Miller, la psichiatra che lo aveva avuto in cura durante l'esaurimento nervoso causato dalla morte di sua moglie e sua figlia; non riesce a raggiungerla telefonicamente e, insospettito, decide di andare direttamente a casa della donna. Arrivato a destinazione, Jane entra nell'appartamento forzando la serratura e trova un biglietto di John il Rosso sul frigo che recita "La cena è nel forno". Nel forno c'è la testa della dottoressa Miller. Jane recupera un registratore vocale, sul quale la Miller registrava le sue opinioni sui pazienti che aveva in cura. Successivamente Jane si incontra con tre dei sospettati della lista: lo sceriffo Thomas McAllister, Reede Smith e Gale Bertram, lasciando trapelare che le sue indagini su John il Rosso sono a una svolta, il direttore che ha assistito al ritrovamento di Lisbon, chiede spiegazioni, insistendo che quando Jane troverà John vuole essere presente. 
Jane sembra convinto che il serial killer abbia conosciuto Sophie Miller spacciandosi per un suo paziente, così tenta invano di recuperare le cartelle dei pazienti che però sono sparite. A questo punto però Jane rivela a Lisbon che John il Rosso ha commesso un errore: non sapeva che la Miller registrava le sue diagnosi su un registratore e che commissionava la trascrizione a un ufficio privato. Il CBI chiude il caso di Titus Stone facendo emergere che si è trattato di suicidio; Lisbon e Jane ascoltano la registrazione della Miller a proposito di un paziente: Jay Roth. Nella registrazione si apprende che il paziente Roth pare avere la fobia dell'altezza.

## Matrimonio in rosso
- Titolo originale: Wedding in Red
- Diretto da: Randy Zisk
- Scritto da: Daniel Cerone

### Trama
Jane e Lisbon si recano a Napa con la scusa di indagare sull'omicidio dello zio di una sposa trovato morto in un laghetto. I due ne approfittano per osservare il comportamento dello sceriffo McAllister, uno dei sospetti John il Rosso: Jane e Lisbon notano che McAllister sembra avere la fobia dell'altezza. Jane, indagando, scopre tensioni e dissapori tra le famiglie degli sposi e provoca l'annullamento del matrimonio. Per risolvere il caso ha però bisogno che il matrimonio abbia luogo e usa tutta la sua abilità (con il contributo fondamentale di Van Pelt) per rimettere in piedi la cerimonia. Jane smaschera l'assassino e scopre il suo movente. Però gli agenti non riescono ad arrestarlo subito e, dopo una colluttazione nella chiesa locale, l'assassino dello zio della sposa prende in ostaggio Jane e lo costringe a salire sul tetto con lui. Lo sceriffo McAllister li raggiunge, spara all'aggressore e salva Patrick Jane, dimostrando di non avere la fobia dell'altezza, anche se Jane nota che ha paura dei piccioni. Nel frattempo Van Pelt e Rigsby convolano a nozze, con Cho e Lisbon come testimoni; Jane assiste alla cerimonia commosso.

## Gli indiziati della lista rossa
- Titolo originale: Red Listed
- Diretto da: Eric Laneuville
- Scritto da: Rebecca Perry Cutter

### Trama
Durante la sua indagine, l'agente dell'FBI Reede Smith contatta Lisbon e Patrick per mostrare loro il corpo di un malvivente che Jane aveva fatto arrestare in passato. Jane rivela a Lisbon che una lista di falsi sospettati di essere John il Rosso è stata rubata dal suo ufficio e la persona appena uccisa era presente in quell'elenco: Lisbon teme che queste persone siano in pericolo. Van Pelt rivela a Jane che Hightower e i suoi figli risultano dispersi. Successivamente uno dei falsi sospettati viene rapito. Robert Kirkland rivela a Smith che la frase "Tigre! Tigre!", tratta dalla poesia di William Blake, è usata come identificativo tra i membri di una organizzazione segreta composta di esponenti di varie forze di polizia. Madeleine Hightower, che ha finto la sua morte per non essere vittima di John il Rosso, decide di incontrare Jane e gli rivela che la Sicurezza Nazionale sta indagando sul suo conto da circa 8-9 anni; le informazioni vengono passate direttamente dal capo del CBI. Jane parla a Kirkland della falsa lista, ma questi lo rapisce e gli rivela di aver ucciso le persone sospettate di essere John il Rosso, perché in passato questi si era preso la vita di suo fratello gemello. Lisbon, allertata da Hightower, si reca nel nascondiglio di Kirkland e riesce ad arrestarlo. Durante il trasporto in carcere, Kirkland viene ucciso da Reede Smith, che, prima di farlo, gli rivela di far parte della società segreta delle forze dell'ordine creata da John il Rosso. 
Restano cinque persone sospettate di essere John.

## Tatuaggio rosso
- Titolo originale: The Red Tattoo
- Diretto da: Tawnia McKiernan
- Scritto da: Eoghan Mahony

### Trama
Quando un membro di spicco della Visualize viene trovato ucciso misteriosamente, Jane indaga nella speranza di trovare un indizio che lo porterà a John il Rosso. Ray Haffner partecipa alle indagini in qualità di rappresentante di Visualize e sembra mostrare un interesse particolare per Lisbon. Haffner e Jane hanno un faccia a faccia. Nel frattempo Cho viene avvicinato da una ragazza che sembra interessata a lui. La donna in realtà ha piazzato una cimice nell'ufficio del CBI; Jane la smaschera con uno dei suoi trucchi. Jane risolve il caso dell'allenatore di ginnastica artistica misteriosamente ucciso da una coltellata nella propria camera d'albergo (mentre vi si trovava da solo con la porta chiusa a chiave). In realtà era stato pugnalato dal suo ex amante gay prima di entrare in camera, mentre tentava a sua volta di ucciderlo a colpi di pistola. La ferita si era poi aggravata (facendolo morire) per lo sforzo, mentre si sbarazzava della pistola lanciandola con un grosso elastico fuori dal balcone dell'hotel. Si scopre che l'investigatrice che ha ingannato Cho potrebbe essere stata assunta da John il Rosso e quindi potrebbe essere in pericolo conoscendone l'identità. Infatti viene aggredita a morte nel suo appartamento, poche ore dopo. Jane accorre sulla scena e la trova agonizzante ma dalle sue ultime parole riesce a scoprire un nuovo indizio su John il Rosso: ha un tatuaggio formato da 3 punti in fila sul deltoide del braccio sinistro.

## La riunione dei John il Rosso
- Titolo originale: Fire and Brimstone
- Diretto da: John F. Showalter
- Scritto da: Ken Woodruff

### Trama
Con un indizio finale in mano, il tatuaggio con i tre punti, Jane decide di coinvolgere i cinque restanti sospettati della lista: Gale Bertram, lo sceriffo McAllister, Reede Smith, Ray Haffner e Bret Stiles (che Jane riesce a recuperare senza destare sospetti). Patrick li riunirà nel capanno della sua villa di Malibu, la casa in cui moglie e figlia erano state uccise da John il Rosso, a quasi tutti Jane rivela che ha importanti indizi su John o che è riuscito a trovarlo (Haffner unico che da Lisbon ha intuito che Jane sospetta di lui, partecipa per dimostrare il contrario) Lisbon vorrebbe aiutare il collega, ma Jane, sulla strada di Malibù, ferma la propria auto e con uno stratagemma romantico la abbandona senza cellulare, ripartendo determinato ad agire da solo per perseguire la sua vendetta. Arrivato alla villa, Jane minaccia i cinque sospettati con un fucile, costringendoli a spogliarsi per mostrare eventuali tatuaggi; purtroppo, sono ben tre con i tre punti tatuati sulla spalla: Bertram, Smith e McAllister. Lisbon, dopo aver fermato e sequestrato l'auto di un passante e usato il suo telefono per chiamare i rinforzi raggiunge il capanno, in tempo per assistere a una tremenda esplosione. Dopo la detonazione la donna viene catapultata sul prato.

## Il grande drago rosso
- Titolo originale: The Great Red Dragon
- Diretto da: Elodie Keene
- Scritto da: Jordan Harper

### Trama
Pochi secondi dopo l'esplosione della casa, Lisbon entra per cercare Jane e incontra Reede Smith. Vedendo il tatuaggio sulla spalla sinistra dell'uomo, Lisbon conclude che è John il Rosso. Smith vede una pistola, la prende e spara alla donna mancadola; quest'ultima reagisce ferendolo, ma Smith riesce a fuggire con l'aiuto di Gale Bertram. Lisbon trova Jane svenuto. In ospedale, Cho annuncia a Lisbon che Bret Stiles, Ray Haffner e lo sceriffo McAllister sono morti nell'esplosione. Nel frattempo Bertram cerca Jane con l'intento di ucciderlo, ma la comparsa di Lisbon lo ostacola. Jane si sveglia e rivela a Lisbon che anche Bertram ha il tatuaggio sulla spalla, che nel frattempo si è dileguato. Mentre sono sulle tracce di Smith, Van Pelt e Rigsby arrivano presso l'ambulatorio medico di Lavrov, in passato aiutato da Smith; ad attenderli ci sono l'ispettore Oscar Cordero e la polizia; Rigsby riceve una telefonata da Jane, che gli intima di non fidarsi della polizia. Infatti, mentre Cordero cerca di trattenerli, un poliziotto sta per uccidere Smith; Rigsby e Van Pelt arrivano in tempo e fermano il poliziotto, ma vengono a loro volta attaccati da Cordero. Nella confusione, Smith e Cordero riescono a fuggire, mentre Van Pelt arresta il poliziotto. Lisbon e Jane sono curiosi di sapere se Partridge avesse o no il famoso tatuaggio. Lisbon chiede a Cho di andare a controllare presso la camera mortuaria; Cho scopre che il corpo è stato mutilato: è stata asportata parte della pelle dalla spalla sinistra di Brett. Smith chiama Van Pelt per arrendersi, stremato dal dissanguamento della ferita inferta da Lisbon, ma Cordero intercetta la chiamata e arriva prima; mentre sta per uccidere Smith, sopraggiunge Cho, che lo salva. Al CBI, Jane e Lisbon lo interrogano, ottenendo alcune informazioni: Smith fa parte della organizzazione chiamata Blake Association i cui segni distintivi sono il tatuaggio a forma di tre puntini rossi sulla spalla (che tutti i membri hanno) e la parola d'ordine è tigre tigre, e John ne è membro, oltre a essere direttamente implicato negli omicidi della squadra di Sam Bosco e nell'assassinio di Rebecca Anderson, discepola di John. Jane elimina anche Smith dalla lista (il vero John non si sarebbe arreso così facilmente) e in un'intervista televisiva rivela che Bertram è John il Rosso, l'uomo vede l'intervista e uccide un barista nel timore di essere identificato; con un'abile mossa riesce a fuggire insieme a Cordero. Dennis Abbot dell'FBI arriva al CBI, che smantella e pone sotto la propria supervisione a causa dei tanti poliziotti corrotti facenti parte dell'associazione e dare la caccia a Cordero e Bertram. Patrick va a pregare in una chiesa.

## John il Rosso
- Titolo originale: Red John
- Diretto da: Chris Long
- Scritto da: Bruno Heller

### Trama
Bertram contatta Patrick da un telefono a gettoni per incontrarlo e risolvere la questione. Dennis Abbot convoca Lisbon, Cho, Rigsby e Van Pelt, e comunica loro che nei giorni successivi verranno tutti quanti interrogati singolarmente e verrà scavato nel loro passato alla ricerca di ogni possibile indizio che possa collegarli a John il Rosso o ad altri componenti della Blake Association; l'agente dell'FBI pensa inoltre che Jane sia in combutta con John il Rosso ed emette un mandato d'arresto nei suoi confronti. Ormai alle strette, grazie a un provvidenziale aiuto da parte di Lisbon e della squadra, che vengono però arrestati dall'FBI, Jane (che aveva chiesto e avuto da Lisbon la sua pistola d'ordinanza) riesce a raggiungere Bertram nel luogo che Jane ha scelto per l'appuntamento: l'Alexandria Cemetery, cimitero dove sono sepolte sua moglie e sua figlia. Purtroppo viene subito perquisito e disarmato da Cordero. All'interno della cappella, l'ex direttore del CBI rivela a Patrick di non essere John il Rosso, per poi ordinare a Cordero di sparare al mentalista. Cordero spara invece a Bertram, uccidendolo. Entra quindi in scena il vero John il Rosso: lo sceriffo Thomas McAllister, erroneamente creduto morto nell'esplosione da lui stesso astutamente provocata a casa di Jane, avendo fatto sostituire il suo cadavere con uno simile e dichiara di essere lui il fondatore della Blake Association. Dopo una chiacchierata tra i due, McAllister rivela che ora lo ucciderà facendo credere che lui e Bertram si siano uccisi tra loro, così che tutti crederanno che John il Rosso è morto, assieme al suo nemico giurato e lui potrà sparire. Jane distrae lo sceriffo con un piccione che teneva nascosto sotto la giacca e gli spara con una pistola nascosta in precedenza sotto una panca della chiesa, fissata con nastro adesivo, ma non lo uccide subito perché vuole godersi il momento, uccidendo anche Cordero. McAllister, gravemente ferito, riesce a scappare grazie all'aiuto di una adepta che, fingendosi una cittadina devota, aggredisce Jane con un coltello, in seguito neutralizzata da Jane stesso; dopo un lungo inseguimento a piedi (venendo visti da diverse persone), Jane riesce a raggiungerlo in un parco, nei pressi di un laghetto. Durante un dialogo molto intenso, Jane chiede al criminale se si è pentito di aver ucciso barbaramente sua moglie e sua figlia e se ha paura di morire (McAllister risponde di sì entrambe le volte) e quindi lo finisce, soffocandolo. Dopo averlo ucciso, Jane telefona a Lisbon, ma il suo cellulare è stato sequestrato dagli agenti dell'FBI e le viene impedito di rispondere; le lascia quindi un messaggio dicendole che sta bene, che è riuscito nel suo intento e che lei gli mancherà. Poi si allontana di corsa.

## Il mio paradiso blu
- Titolo originale: My Blue Heaven
- Diretto da: Simon Baker
- Scritto da: Tom Szentgyorgyi

### Trama
Due anni dopo la chiusura del caso del serial killer che gli ha ucciso la famiglia, Jane si nasconde all'estero in un paese ispanico, dove fa amicizia con una statunitense di nome Kim e con alcuni abitanti del posto. Lisbon non ha più notizie di Jane, tranne alcune lettere che lui le invia saltuariamente, e nel frattempo è diventata capitano e dirige un ufficio di polizia di un piccolo paese. Cho invece lavora per l'FBI, mentre Rigsby e Van Pelt sono genitori di una bambina e hanno aperto un'agenzia investigativa. L'FBI incontra Jane e gli propone un'offerta interessante: se lavorerà per l'FBI tutte le sue accuse verranno cancellate. Jane per accettare richiede l'assunzione di Lisbon; l'accordo non viene raggiunto e così Jane finisce in detenzione.
- Nota. Il titolo di questo episodio è il primo della serie (a parte l'episodio introduttivo, intitolato Pilot in lingua originale) in cui nel titolo non è presente la parola "rosso" o un suo derivato.

## Pollice verde
- Titolo originale: Green Thumb
- Diretto da: Robert Duncan McNeill
- Scritto da: Daniel Cerone

### Trama
L'agente FBI Abbot, dopo aver ingannato Jane convincendolo a rientrare negli Stati Uniti, è costretto a scendere a patti con Jane e liberarlo per avere un aiuto nel caso di un importante programmatore scomparso. Jane e l'FBI per indagare sul caso partono per New York. Jane accetterà, convinto anche dalla presenza di Lisbon, e costituirà un team di agenti federali, tra cui Cho. Dopo aver aiutato il Bureau a ritrovare il programmatore e arrestato il suo rapitore, Jane riesce a convincere Abbot ad accettare le sue richieste, tra cui quella di avere nel team Lisbon, ricattandolo con una falsa lista di associati all'organizzazione criminale costituita da Thomas McAllister.

## Strisce bianche
- Titolo originale: White Lines
- Diretto da: Guy Ferland
- Scritto da: Ken Woodruff

### Trama
L'FBI ha il compito di trovare l'assassino di diversi agenti della DEA, mentre Jane si vede con una bella donna che è connessa con il caso. La ragazza si scopre essere a capo dell'organizzazione che controlla il traffico di droga a Corpus Christi. È lei a far sterminare il gruppo di fuoco che ha effettuato la strage negli uffici della DEA (eliminando così tutti i possibili testimoni); uccide poi l'uomo di collegamento con il cartello colombiano che stava mettendo in dubbio la sua autorità, e fa in modo che l'uccisione sia attribuita a una sparatoria con la polizia. Quando sembra aver portato a termine il piano perfetto Jane la raggiunge sul suo panfilo con la scusa di una cena romantica e dice di averla smascherata; lei cerca di sparargli prima dell'arrivo dei rinforzi, ma lui si salva gettandosi in mare e lei viene arrestata.

## Ragazza d'oro
- Titolo originale: The Golden Hammer
- Diretto da: Jim Hayman
- Scritto da: Michael Weiss

### Trama
Jane e l'FBI indagano sull'omicidio di un cartografo di alta tecnologia, seguendo una pista di spionaggio industriale. L'azienda del cartografo lavora per le forze armate e tratta segreti militari. Inizialmente si pensa a un possibile suicidio ma Jane è convinto che sotto ci sia qualcosa di losco: infatti a casa della vittima trova un giornale con degli strani segni e capisce che si tratta di un codice. Sospetta che l'ingenuo ma geniale cartografo abbia casualmente scoperto qualcuno che vendeva segreti e per questo sia stato eliminato. Prepara una trappola nella quale cade il compratore di segreti. Jane però capisce che si tratta di un uomo d'affari e che il vero omicida è il venditore. Con l'aiuto dell'FBI fa credere ai dipendenti dell'azienda che per l'omicidio sia stato arrestato il fratello della vittima. Il venditore si sente tranquillo e tenta un ultimo affare cadendo così nella trappola dell'FBI. Intanto Lisbon viene contattata dall'ex procuratore Ardiles, che, dopo il polverone della "Blake Society", si è dedicato alla professione privata e ha ora una brillante carriera come avvocato di una grossa compagnia. Ardiles è molto spaventato e chiede a Lisbon, l'unica detective di cui si fida, di indagare per capire chi lo sta spiando, lui non ha prove ma ha la certezza di essere in pericolo. Lisbon però è impegnata con l'FBI e dice ad Ardiles di rivolgersi alla agenzia di investigazione privata aperta da Rigsby e Van Pelt. Dopo essere stati ingaggiati i due si mettono a indagare e capiscono di trovarsi nel mezzo di un complotto allarmante: non era solo Ardiles a essere osservato ma tutta la vecchia squadra. Appena iniziano a scoprire i primi misteri Rigsby ritrova in un magazzino il cadavere torturato di Ardiles.

## Elicotteri neri
- Titolo originale: Black Helicopters
- Diretto da: Randy Zisk
- Scritto da: Erika Green Swafford

### Trama
Jane viene invitato a indagare sulla morte di un procuratore trovata in Messico. L'indagine lo porta in una comune separatista del Texas. Jane tenta di colpire il team FBI regalando ai colleghi oggetti legati alla loro infanzia e si intrufola in una comunità agricola dove si nasconde l'assassino. Intanto Van Pelt e Rigsby convincono LaRoche ad aiutarli a trovare uno stalker tra gli ex membri del CBI, ma in una banale perquisizione di un capannone JJ LaRoche rimane ucciso da una trappola.

## Acqua grigia
- Titolo originale: Grey Water
- Diretto da: Geary McLeod
- Scritto da: David Appelbaum

### Trama
Jane indaga su un omicidio in un sito di fracking, mentre l'FBI tenta di scoprire chi sta dando la caccia agli ex membri del CBI; i sospettati sono tutti collegati a vecchi casi del team.

## Puro come neve bianca
- Titolo originale: White as the Driven Snow
- Diretto da: Chris Long
- Scritto da: Eoghan Mahony

### Trama
Van Pelt viene rapita dal killer che sta cercando di uccidere tutti gli ex membri del CBI, e quando il primo sospettato (Haibach, colpevole insieme alla sorella Hazel) sembra avere un alibi di ferro, Jane insieme a Rigsby iniziano una corsa contro il tempo per rintracciarla e salvarla prima che scada il tempo. Viene anche rivelato che quando erano entrambi bambini Richard e Hazel furono abbandonati dalla madre insieme al padre alcolizzato inoltre da bambino Haibach fu violentato dal padre che era in realtà un pedofilo, e a causa del trauma subito divenne asociale e incapace di avere rapporti normali con gli altri mentre Hazel incapace di perdonarsi di non essere riuscita a proteggere il fratello dal padre impazzì assecondando il fratello nei suoi piani di vendetta nel tentativo di rimediare al fatto di non averlo protetto dal padre quando era più piccola. L'avvocatessa di Haibach rifiuta di permettere all'FBI di far confessare Haibach nonostante le suppliche di Kim che tenta vanamente di far ragionare la donna che si rivela una persona crudele e insensibile che pensa perfino di fare causa all'FBI pur di arricchirsi insieme ad Haibach. Patrick e Wayne furibondi decidono di agire a modo loro. Patrick poco dopo rinchiude in un ripostiglio l'autista dell'avvocatessa e si sostituisce a lui e preso il posto dell'autista porta i 2 in una zona isolata e rivelatosi a entrambi lascia appiedata la donna in mezzo alla strada togliendole il telefono per non avere fastidi dopodiché fatto salire Wayne sulla macchina i 2 partono per andare in un luogo isolato per interrogare Haibach e farlo parlare. Haibach viene successivamente malmenato e minacciato ripetutamente dai 2 di venire ucciso in svariati modi brutali se non parla in modo da farlo confessare su dove ha portato Grace. Alla fine grazie all'ennesimo trucco di Patrick riescono a farsi portare a casa della sorella di Haibach dove Grace è tenuta prigioniera ma la situazione precipita. Dopo una lotta nella sua capanna, Richard Haibach viene ucciso da Rigsby e sua sorella Hazel presa in custodia.
- Nota: questo è l'ultimo episodio a cui Owain Yeoman e Amanda Righetti partecipano; nella serie, Wayne Rigsby e Grace Van Pelt decidono di ritirarsi dalla professione investigativa.

## Viole
- Titolo originale: Violets
- Diretto da: J. Miller Tobin
- Scritto da: Jordan Harper

### Trama
Con l'aiuto dei colleghi dell'FBI ed in particolar modo dell'agente Marcus Pike, Patrick Jane organizza un'elaborata truffa per catturare un ladro di opere d'arte, colpevole di avere ucciso un uomo durante una delle sue rapine. Marcus Pike mostrerà interesse per Teresa Lisbon, che accetterà di andare a cena con lui. Patrick comprenderà di provare dei sentimenti nei confronti di Teresa.
- Guest star: Charles Mesure (Edwin MacKaye)

## Le ali argentate del tempo
- Titolo originale: Silver Wings of Time
- Diretto da: James Hayman
- Scritto da: Tom Szentgyorgyi e Rebecca Perry Cutter

### Trama
Jane e l'FBI vengono assunti da un detenuto che è nel braccio della morte per dimostrare la sua innocenza in soli due giorni prima dell'esecuzione.
- Guest star: John de Lancie (Edward Feinberg)

## Foresta verde
- Titolo originale: Forest Green
- Diretto da: Eric Laneuville
- Scritto da: Jeffrey Hatcher

### Trama
Jane si infiltra nel mondo dei ricchi e delle persone potenti per smascherare un assassino che ha ucciso una donna presso un club d'elite solo maschile. Nel frattempo Pike chiede a Lisbon se si vuole trasferire con lui a Washington.

## Ragazze con gli occhi marroni
- Titolo originale: Brown Eyed Girls
- Diretto da: Sylvain White
- Scritto da: Eoghan Mahony e Michael Weiss

### Trama
Un incontro casuale con un individuo sospetto porta Jane e Lisbon a scoprire un vasto giro di contrabbando umano. Jane promette alla sorella di una delle ragazze rapite che riuscirà a riportarla a casa e a farla pagare a chi c'è dietro tutto questo. Purtroppo, però, uno dei due camion pieno delle ragazze rapite, quello sul quale c'era sua sorella, ha già passato il confine. Il caso non è quindi chiuso e continuerà negli episodi successivi. Riuscirà la squadra a salvare tutte le donne e Jane a mantenere la promessa?
- Guest star: Titus Welliver (Michael Ridley)

## Il tavolo bianco
- Titolo originale: Il Tavolo Bianco
- Diretto da: Tom Snyder
- Scritto da: Daniel Cerone e Erika Green Swafford

### Trama
Una grande giuria è incaricata per decidere se Patrick deve essere condannato per l'omicidio di John il Rosso. Nel frattempo Lisbon cerca di capire come Patrick si sente quando gli dice che andrà a vivere con l'agente Pike a Washington. Cho e Abbott seguono nuove piste su un contrabbando umano recentemente scoperto. Le indagini condurranno a un ristorante italiano, Il Tavolo Bianco.
- Nota: questo episodio ha il titolo originale in lingua italiana, è la prima volta che accade nella serie.

## Cuori neri
- Titolo originale: Black Hearts
- Diretto da: Randy Zisk
- Scritto da: David Appelbaum e Ken Woodruff

### Trama
Le indagini di Jane, per salvare delle vittime di rapimento, portano dei buoni risultati ai fini della risoluzione del caso, anche se realizzate mediante alcuni stratagemmi non del tutto legali. Intanto, Lisbon comunica all'agente Pike che ha preso la decisione di voler partire con lui per Washington e lui, senza troppe esitazioni, le chiede di sposarlo.

## Uccello blu
- Titolo originale: Blue Bird
- Diretto da: Chris Long
- Scritto da: Bruno Heller

### Trama
Cho e Jane vengono chiamati ad indagare sulla morte di un giovane studente universitario e nel frattempo Cho dice a Jane che Lisbon ha accettato di andare con Pike a Washington. Jane risolve il caso in 5 minuti e tornano in ufficio.
Alcuni giorni dopo al FBI viene mandata una lettera riguardante il caso di Greta DeJorio un caso che l'FBI non ha mai risolto con un codice da decifrare, così Lisbon è costretta a rimandare il trasferimento previsto per il giorno seguente. La squadra si reca a Miami per risolvere il caso, interrogando la famiglia e gli amici, nel frattempo Jane e Lisbon riescono a decifrare il codice che li porterà al Blue Bird Lodge. A cena però le cose non vanno come si sperava: Lisbon a causa della receptionist, scopre che Jane ha riaperto il caso per farla restare così, si reca in aeroporto accettando la proposta di matrimonio di Pike. Patrick nonostante tutto riesce a risolvere il caso ma dopo una conversazione con l'amante della vittima capisce che sta lasciando andare la persona che ama di più al mondo dopo sua moglie, così si reca all'aeroporto per fermare Teresa prima che sia troppo tardi. Sale sull'aereo in partenza e le dichiara il suo amore, dopodiché viene portato in custodia. Viene quindi raggiunto da Teresa, che dice di provare gli stessi sentimenti, e anche che non partirà per Washington. Quando Teresa gli chiede di ripetere quello che ha detto, lui la bacia appassionatamente e quindi l'amore che Patrick Jane e Teresa Lisbon provano l'uno per l'altra è ormai ufficiale.